# Ludwig Lebrecht Koppin

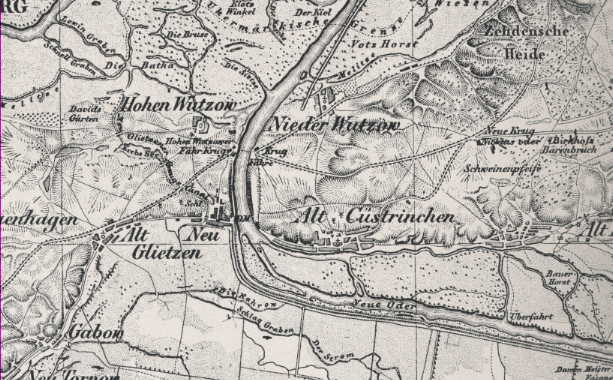
Ausschnitt aus der sogenannten „Koppin'schen Karte“

Ludwig Lebrecht Koppin (* 24. November 1766 in Küstrin; † 15. Juli 1846 in Berlin) war Deichhauptmann im Oderbruch (1830).

## Leben
Sein Vater war der Fortifikations-Maurermeister Johann Friedrich August Koppin, seine Mutter Anna Sophia, geborene Rogge.
Am 23. August 1787 wurde Koppin Kondukteur bei der Neumärkischen Kriegs- und Domänenkammer, 1789 Deichinspektor in Elbing. 1796 war er Obermühlenbauinspektor in Bromberg und durfte den Architekten Friedrich Gilly und den Maler Georg Christian Gropius auf einer Studienreise nach Paris begleiten. Auf dem Weg besuchte das Trio auch Goethe in Weimar. Nach den Befreiungskriegen war er als Baukommissionsrat Leiter des Vermessungsgeschäftes bei der Grenzregulierung mit Sachsen, Wasserbauinspektor in Cleve und Bauassessor bei der Regierung in Erfurt.
1819 wurde Koppin Oberdeichinspektor und Stellvertreter des Deichhauptmanns in Wriezen. Am 22. Mai 1830 wurde er zum Deichhauptmann ernannt.
Ludwig Lebrecht Koppin ist der Autor der 1828/29 entstandenen „Karte von dem Tale der Oder und dessen Umgebung von Frankfurt bis Schwedt“, der sogenannten „Koppin'schen Karte“.
Seine Tochter Natalie (1807–1885) war mit den preußischen Generalleutnant Ernst von Manstein verheiratet.